# Mancomunitat Intermunicipal Foia de Castalla
La Mancomunitat Intermunicipal Foia de Castalla és una mancomunitat de municipis de la comarca de l'Alcoià (País Valencià). Aglomera 2 municipis i 14.371 habitants, en una extensió de 162,70 km². Actualment (2007) la mancomunitat és presidida per Juan Rico Rico, del Partit Popular i regidor de l'ajuntament de Castalla.
Les seues competències són:
- Depuració d'aigües residuals
- Serveis socials

Els pobles que formen la mancomunitat són:
- Castalla
- Onil